# Список персонажей аниме и манги «Space Pirate Capitan Harlock»

Персонажи из аниме-сериалов Captain Harlock и Galaxy Express 999

Это список персонажей аниме Space Pirate Captain Harlock. В этой статье описан характер всех персонажей.

## Главные герои

### Капитан Харлок
Главный герой этой истории. Со стороны кажется немногословным и нелюдимым, но имеет большое горячее сердце, уникальную философию жизни и преданность своим благородным идеалам. Стремится привнести справедливость и борется против тоталитарных режимов. Не боится смерти, на костюме иногда носит номер 42 (в японской культуре число символизирует смерть). Опытный боец и пилот. О прошлом капитана известно крайне мало, но в одной из экранизаций, Arcadia of My Youth: Endless Orbit SSX, показано, что он был капитаном солнечной системы и был женат (впоследствии, его жена была убита). Потерял глаз во время войны с гуманоидами. Он носит повязку и имеет шрам на лице. Его жесткий взгляд, шрамы и большой чёрный плащ компенсируют его образ. Его костюм в сериале Space Pirate Captain Harlock –чёрный с белыми штанами. В Аркадии моей юности и в других сериалах, он одет исключительно чёрное. Имеет шпагу, которая оборудованная лазерным лучом, а также специальным пистолетом Космодракон. В фильме 2013 года, в отличие от оригинала, Харлок служил на стороне Коалиции Гая капитаном корабля «Аркадия», после битвы с гуманоидами он потерял глаз, но во время эксперимента с темной материей, он стал бессмертным.

### Тотиро Ояма
Старый друг Харлока и тот, кто построил корабль Аркадию. Умирает от болезни, вызванной несчастным случаем, однако успевает перенести своё сознание в систему корабля. Является отцом Майю и возлюбленным Эмеральдас. В фильме 2013 года появляется только в флешбэках (когда Харлок вспоминает).
Роль озвучивает Китон Ямада

### Кэй Юки
Молодая девушка со светлыми волосами (в аниме и в манге длинные, в фильме 2013 года короткие). Уже долгое время была членом команды Харлока на момент, когда Тадаси вошёл в команду. Впервые встретилась с Харлоком, когда тот атаковал корабль, в котором Кэй перевозили как заключенную (после того, как та напала на офицера, оскорбившего ее после смерти отца). Поначалу питает чувства к Тадаси Дайбе, но впоследствии они остаются просто друзьями. Есть также намёки на отношения между Кэй и Харлоком, которые в более поздних экранизациях показаны более ясно. В фильме 2013 года Кей стала наставницей Логана
Роль озвучивает Тиёко Кавасима (оригинал, анимэ-сериал 1978 года, 1982 года), Ю Аой (фильм 2013 года)

### Тадаси Дайба
14-летний юноша, чей отец был убит Мазонами, после чего юноша присоединился к экипажу «Аркадии». Потерял свою мать на планете Тритон, когда её просьбу о помощи проигнорировали власти. В начале часто входит в конфликт с Харлоком, но позже стал его доверенным лицом. В фильме 2013 года не появляется.

### Миимэ
Таинственная женщина-инопланетянин с лазурными волосами и жёлтыми глазами. Обладает сверх-психическими и псионическими возможностями. Последний выживший обитатель планеты Дзюра, была спасена Харлоком. В знак благодарности решила остаться в команде. Правая рука капитана, готова защищать его в любой момент, даже ценой своей жизни. Не имеет рта, как люди, но может потреблять пищу и воду. Помогает врачу Зеро, когда в экипаже есть раненые. Хорошо играет на арфе. В OVA-серии Harlock Saga она является человеком и имеет иную биографию (является членом клана Нибелунга). В фильме 2013 года выглядит как гуманоид но с обычными глазами и ртом.
Сэйю: Норико Охара

### Доктор Зеро
Главный врач на судне. Как и Яттаран, показан, как комический персонаж. Часто спорит с шеф-поваром Мисс Масу при очередной попытке украсть на кухне сакэ. У него есть домашний кот по имени Ми-кун. Доктор подобрал котёнка смертельно раненой кошки и принёс в свой офис, а впоследствии и на «Аркадию». Кот Ми-кун также появляется в произведениях Queen Millennia, Galaxy Express 999 и Space Battleship Yamato в качестве питомца доктора Садо.
Сэйю: Дзёдзи Янами

### Мисс Масу
Шеф-повар на судне. Старая дева. Особенно злится, когда на кухню пытается пробраться доктор Зеро или его кот. Играет комическую роль. Когда то давно должна была выйти замуж за Годзо Отовару, однако свадьба была прервана (позже Масу узнаёт, что Годзи был убит Мазонами).
Сэйю: Норико Цукасэ

### Яттаран
Ближайший соратник капитана Харлока в бою и его главный помощник. Показан, как непринуждённый и комичный персонаж, но сражается c капитаном бок о бок. Блестящий математик. Интересуется пластиковыми макетами космических судов. В аниме и в манге имеет плащ коричневого цвета, очки, волосы коричневые. В фильме 2013 года он толст и лыс.
Роль озвучивает: Хироси Отакэ (оригинал, в аниме-сериале 1978, 1982), Арата Фурута (фильм 2013)

### Эмеральда
Главная героиня Queen Emeraldas. Сестра Мэтэл, любовница Тосиро и мать Маю. Решает использовать звездолёт, чтобы следовать за гробом Тосиро после его смерти. Является ранней версией Эмеральдас, которая появляется в поздних произведениях Лэйдзи Мацумото. В фильме 2013 года не упоминается

### Великий Харлок
Отец Харлока. Он покинул Землю на борту корабля «Тени Смерти» со своим другом Доктором Шьямой и их сыновьями. Они бегут с планеты, возглавляемой людьми, которые стали ленивыми и коррумпированными. Он воевал с воинами Вотана, царем богов Валлаллы, который пытался сохранить свое королевство, решил устранить отца, чтобы избавиться от сына, который впоследствии причинит ему много проблем. Великий Харлок исчезает в мгновение ока, когда «Тень смерти» погрузился в пространство Фатансмагора, где находятся погибшие линкоры.

### Яёй Юкино (Андромеда Прометиум)
Главная героиня аниме и манги Queen Millenia. Каждые 1000 лет на Землю посылается «Королева Тысячелетия», которая тайно правит планетой и ведёт подпольную организацию. В настоящее время Королева Тысячелетия — Юкино Яёй. В ранних материалах она упоминается как Промития II, дочь королевы-киборга империи Галакси экспресс 999 Промитии I, а позже она также появилась в другой работе Лэйдзи Мацумото — Maetel Legend. Яёй присоединяется к профессору, чтобы помочь спасти Землю сначала от столкновения, а затем от чёрной дыры.
Сэйю: Кэйко Хан

## Нейтральные персонажи

### Королева Лафрезия
Главный антагонист. Главная правительница Мазонов. После разрушения родной планеты, решает сделать Землю новым домом, но до этого надо сократить популяцию людей. Изначально была мудрой и доброй правительницей, но положение её народа заставило её сердце похолодеть перед людьми. В начале не видела в Харлоке серьёзную угрозу и даже однажды спасла ему жизнь (после чего сожалела об этом). Во время финальной битвы с Харлоком, второй узнаёт, что Лафрезия не Мазон, а Человек. В конце концов, после своего поражения, она решает найти другую планету для обитания и оставляет Землю.
Сэйю: Харуко Китахама

### Командир Клео
Командир армии Мазонов и доверенное лицо Лафрезии. Позже убита в сражении с Тадаси Дайбой.
Сэйю: Акико Цубой

### Сидзука Намино
Мазонский шпион, работающая под прикрытием секретаря премьер-министра. Делает неудачную попытку покушения на премьер-министра и в результате попадает в тюрьму, откуда позже сбегает. Искала убежище на «Аркадии», чтобы устроить саботаж. В оригинальном сериале попадает на борт «Аркадии» посредством манипуляций над Кирита Мицуру путем обвинений Кирита в попытке захвата власти, покушения на премьер-министра, и последующим спасенем Кирита от смертной сказни в тюрьме. Харлок узнаёт о сущности Сидзуки, но позволяет остаться после того, как королева Лафрезия приказывает убить Сидзуку. Девушка начала восхищаться поступками капитана.
Сэйю: Нана Ямагути

## ПерсонажиГалактического экспресса 999

### Тэцуро Хосино
Главный герой Galaxy Express 999, который хочет получить мехатело для того, чтобы жить вечно. С этой целью отправился в путешествие на планету, где ему бесплатно дадут мехатело. Его имя происходит от слов «железо» (яп. 鉄 тэцу) и «звезда» (яп. 星 хоси). В аниме-сериале и манге возраст Тэцуро в районе 8-10 лет, в киноверсии — 12-15 лет и поэтому изменён стиль его изображения (между тем в воспоминаниях Тэцуро он изображён таким, каким изображён в сериале).
Сэйю: Масако Нодзава

### Мэйтэл
Красивая женщина с длинными светлыми волосами. Сопровождает Тэцуро в поездке на Андромеду по чьему-то указанию. В киноверсии Тэцуро, увидев Мэйтел первый раз, принимает её за свою мать. В манге и сериале по ходу действия тоже есть эпизоды, когда Тэцуро начинает отождествлять Мэйтел с матерью, замечая привычное ему душевное тепло. В моменты, когда Мэтел показывается зрителям в купальнике, её тело ничем не отличается от человеческого и на планете «Любопытство» Мэтэл утверждает что является человеком. Тем не менее, есть ряд эпизодов в которых увидев её обнаженное тело персонажи были глубоко шокированы. В то же время Тэцуро во время путешествия неоднократно встречает людей и существ, которые прекрасно знают, что из себя представляет Мэтэл, но не говорят ему. Кроме того, утверждается что Мэтел не может умереть и на протяжении манги и сериала она полностью восстанавливалась несмотря на смертельные ранения. С чем это связано не проясняется. Между тем в финале киноверсии она говорит Тэцуро, что фактически является его матерью, а точнее, её тело — это тело матери Тэцуро; когда её прежнее тело старело, его «заменяли» другим (подразумевается, что живым, а не механическим). Затем даётся намёк, что когда Тэцуро видел её на Плутоне плачущей над чьим-то захоронением на ледяном кладбище тех, кто отказался от человеческих тел (этот эпизод присутствует во всех трёх версиях), то плакала она как раз над своим настоящим телом. Финальный отъезд Мэтел вызван тем, что она отправляется на Плутон, чтобы восстановить своё тело, однако продолжение «Прощай Галактический Экспресс» не поясняет, стала ли она человеком. Мэйтел всегда носит чёрное одеяние (за исключением манги, где в первой главе она одета в светлое пальто). В манге и сериале она объясняет чёрный цвет, как знак траура по её друзьям, которых убил мехарь-самозванец, выдающий себя за Капитана Харлока. В киноверсии это траур по предшественникам Тэцуро. С собой Мэтэл носит белый чемодан, в котором хранятся оружие, одежда и прочий дорожный багаж. Также он может быть использован для связи с начальством Мэтэл.
Сэйю: Масако Икэда и Сацуки Юкино («Maetel Legend» и «Space Symphony Maetel»)

### Проводник
Проводник Галактического экспресса 999. Низкий, слегка полноватый инопланетянин, всегда одетый в синюю форму Галактической Железной Дороги, без которой совершенно невидим, но не поясняется почему. В финале «Терминала Андромеды» он говорит Тэцуро, что у него тоже механическое тело (однако в сериале и манге, когда Экспресс попадает на планету, где живые существа угнетают мехарей, там выясняется, что у него живое тело). Как конкретно выглядит его тело ни разу не показывается. Он старается строго следовать уставу ГЖД, что не всегда получается. Но иногда он проявляет твёрдый характер, как, например, на планете Яина Сфера, откуда Экспресс улетел, не дождавшись Тэцуро и Мэйтель, потому что управление ГЖД признало остановку там незаконной, но Проводник сумел убедить мехавоз вернуться за ними. В 3-й главе шестого тома манги и в 42-м эпизоде сериала выясняется, что у Проводника в юности была любовь с девушкой Фимель, которая отвергла его из-за того, что он ничего не добился в жизни, но при этом продолжал мечтать. В сериале сэйю Канэта Кимоцуки, помимо Проводника, озвучил все «Дай... ё коку» — краткие превью в конце серий к последующим эпизодам. Хотя он выступает в них в роли неназванного рассказчика, в некоторых превью он говорит от лица Тэцуро
Сэйю: Канэта Кимоцуки

### Клэр
Официантка в вагоне-ресторане экспресса. Её мать хотела, чтобы у её дочери было самое красивое мехатело. Поэтому мехатело Клэр было сделано из прозрачного стекла и могло светится в темноте подобно лампочке. Но Клэр разочаровалась в этом теле и хотела иметь живое. Её имя по-французски означает "прозрачный, светлый". Она погибает в третьем эпизоде сериала (и третьей главе манги), когда поезд въезжает в пояс астероидов и некая жизненная энергия проникает в сердце Тэцуро принимая облик его матери, чтобы выманить из поезда. Тогда Клэр, спасая Тэцуро, обнимает лже-мать и от напряжения взрывается вместе с ней. Позже, когда Тэцуро приходит в себя, он видит, как Проводник выметает осколки тела Клэр в космос. Уже после Тэцуро находит в вагоне забытый осколок и говорит Мэйтель, что тот напоминает ему слезинку, на что Мэйтель отвечает, что этот осколок мог быть частью механического сердца Клэр. В полнометражном фильме 1979 года Клэр погибает только в финале, когда аналогичным способом спасает Тэцуро от Королевы Прометеи. История Клэр так же воплотилась в короткометражном ремейке 3-го эпизода «Стеклянная Клэр». В «Вечная Фантазия» Клэр снова работает официанткой в Экспрессе, потому что она воскрешена, но не знает кем именно.
Сэйю: Тиёко Кавасима, Ёко Асагами (киноверсия и короткометражка), Юко Минагути (Вечная Фантазия)

### Граф Меха
Механоид, убивший мать Тэцуро. После замены тела на механизм граф начал охотится на людей словно на дичь. Самые достойные трофеи попадают в его коллекцию, а тело матери Тэцуро висит над камином (в манге и полнометражной версии). В манге и сериале Тэцуро расправляется с ним ещё до посадки на Экспресс, в киноверсии Граф выступает вместо самозваного Капитана Харлока в Замке Времени. В остальном появляется только в воспоминаниях Тэцуро.
Сэйю: Хидэкацу Сибата

### Антарес
Известный в галактике бандит. В манге и сериале он нападет на Экспресс после Титана. Антарес презирает мехарей, потому что они убили его жену. В его теле находятся множество не взорвавшихся разрывных пуль, которые, как он сам признаёт, когда-нибудь взорвутся. У Антареса множество детей, с которыми он живёт в гигантском доме, плавающем посреди космического пространства. На прощание он даёт Тэцуро совет, чтобы тот всегда «сначала стрелял и только потом задавал вопросы». В полнометражной версии у Антареса есть целая банда и живёт он на Титане вместе с сиротами, чьи родители были убиты Графом Меха. Позже он присоединяется к Тэцуро в Замке Времени и погибает, когда, под выстрелами Графа, застрявшие в его теле пули взрываются.
Сэйю: Масао Иниманиси

## Персонажи аниме и манги «Королева тысячелетия»

### Хадзимэ Амамори
Главный герой, в манге — ученик средней школы. Поставил перед собой цель спасти Землю, к нему присоединяется Яёй Юкино. Хадзимэ очень похож на Тэцуро Хосиро, персонажа из сериала Galaxy Express 999, но носит гакуран. Очень добрый, отзывчивый и интересуется космосом. Сначала хотел отомстить убийцам родителей, но потом добровольно отказывается подобного плана. В аниме Хадзимэ является учеником Яёй и клянётся защищать Землю от ла-металианцев. Он использует истребитель Zero, украденный из музея. Играет роль миротворца между Землёй и Ла-Метал, уговаривает вторых отказаться от планов по порабощению, так же Хадзимэ вживляют кибернетический имплантат, который увеличивает уровень интеллекта, что позволяет ему хорошо управлять космическими кораблями.
Сэйю: Кэйко Тода

### Профессор Амамори
Профессор, открывший планету Ла-Метал, дядя Хадзимэ. После того, как родителей Хадзимэ убили, тот усыновил племянника и стал его опекуном. В течение сериала терял волосы, к концу окончательно облысел.
Сэйю: Итиро Нагаи

### Святая королева Ларела
Святая королева и абсолютный властелин планеты Ла-Метал. Она выглядит как маленькая девочка со святящими глазами и телом, вокруг её ног и рук ореолы энергии. У королевы холодное сердце, и это именно она хочет поработить человечество.

## Персонажи «Harlock Saga»

### Вотан
Антагонист. Король богов. Правитель Вальхаллы.

### Альберих
Последний из Нибелунгов. Брат Мииме.

### Фрея
Предсказательница.

### Фрикка
Жена Вотана.

### Забелла
Женщина-воин в армии Вотана

## Персонажи остальных OVA

### Синунора
Персонаж «Gun Frontier». Женщина-компаньон которая присоединилась к Тосиро и Харлоку в конце первой серии. Красивая и способная, она не девушка в беде, так как она очень хорошо умеет манипулировать, чтобы выбраться из ловушек и получить то, что она хочет. (Впоследствии выяснилось, что она эксперт, которая может определить поведение человека). Также обращает внимание Харлока на то, что Синунора приближается к паре, чтобы она могла следить за ними и отчитываться перед загадочной «Организацией, которая руководит миром», но, по правде говоря, она в конце концов согревается борьбой Тосиро и использует свое положение в качестве своего Чтобы защитить их. Её настоящее имя никогда не упоминается, за исключением человека по имени Барон Де Нуар Ф. Тат Эндейл, всегда ссылающегося на его полное имя и титул, который считается её мужем. Он упоминает, что первая часть ее имени была «Анрей», но её настоящее имя больше не упоминается.

### Вариус Зеро
Главный герой «Cosmo Warrior Zero». С латинского «varius» — это «разный». После того, как его жена и ребёнок исчезли в битве между людьми и механоидами, у Зеро не было другого выбора, кроме служить правительству Земли. После встречи с Харлоком, Зеро получает новую задачу поймать космического пирата. С новым экипажем из роботов и людей, Зеро устанавливает, чтобы завершить свою миссию и сохранить свою команду от боевых действий. После встречи с Харлоком, Зеро больше ценит его, а неподвижные люди верят в него даже после того, как он видит, как он атакует на мирных людей. Позже Зеро и его первый офицер Марина Оки выражают чувства друг к другу и в конечном итоге влюбились.

## Персонажи одноимённого фильма 2013 года

### Яма[1]
Главный герой фильма. Спец-агент Коалиции Гая. Вошел в корабль Аркадию как член экипажа, но в конце фильма становится капитаном корабля. Хотя Тадахиро Тадаши сознателен как модель, у Ямы есть долг, в то время как Дайба отказался от политической миссии и карьеры агента.
Роль озвучивает: Харума Миура

### Исора
Брат Ямы. Антагонист фильма. Прикован к инвалидному креслу после случайного взрыва в ботаническом саду.
Озвучивает Морикава, Тосиюки

### Нами
Подружка детства Логана и Исоры. Жена Исоры. Тяжело ранена, но выживает только с помощью медицинской капсулы.
Роль озвучивает Маая Сакамото (фильм 2013 года)

## Восприятие
По мнению рецензента сайта T.H.E.M, капитан Харлок получился на столько харизматичным и интересным персонажем, что закрывает своей тенью остальных членов команды. Однако это не значит, что персонажи получились случными; например Тадаси, типичный панк-мальчик с повышенным чувством справедливости развивается как личность по мере развития сюжета и даже Кей Юки, которая с первого взгляда производит впечатление куклы Барби, также интересна, как личность. Критик сайта DVD talk назвал тип персонажа Харлока «архепическим»; он при любых ситуациях сохраняет верность земле, человечеству и своей команде.